# Jacob Berger
Pour les articles homonymes, voir Berger (homonymie).
 (avril 2017).
Si vous disposez d'ouvrages ou d'articles de référence ou si vous connaissez des sites web de qualité traitant du thème abordé ici, merci de compléter l'article en donnant les références utiles à sa vérifiabilité et en les liant à la section « Notes et références ».
Jacob Berger, né le 23 juin 1963 à Gloucestershire est un réalisateur et acteur britannico-suisse.

## Biographie
Jacob Berger est un cinéaste suisse, d'origine britannique et russe, né à Lydney, en Grande-Bretagne, en 1963.
Après des études à la Tisch School of the Arts Film & TV de l'université de New York et un premier court-métrage remarqué (A name for her desire), Jacob Berger tourne son premier film, Angels (Les Anges), à Barcelone, en 1989, un long-métrage avec Steve Weber, Belinda Becker, Féodor Atkine et Ángela Molina, qui sera présenté en 1990 en compétition officielle du Festival de Berlin, puis sur la Piazza Grande au Festival international du film de Locarno. 
En 1991, il réalise un téléfilm dans les Alpes suisses, Jour Blanc, avec Heinz Bennent, Jean-Yves Berteloot et Fabienne Périneau. Le film obtient le prix de la fiction au Festival du film de montagne d'Antibes. 
Entre 1990 et 1994, Jacob Berger se consacre essentiellement au grand reportage pour le compte de la Télévision suisse romande (TSR). Il réalise notamment plusieurs documentaires pour le compte de la célèbre émission Temps présent. Parmi ceux-ci :
- La Revanche d'Allah, un portrait du Front islamique du salut (FIS) réalisé en Algérie à l'aube de la victoire de celui-ci aux élections législatives et l'interruption du processus démocratique qui s'est ensuivi ;
- La Complainte du Moscovite un état des lieux de l'Union soviétique quelques jours après le coup d'État avorté contre Mikhaïl Gorbatchev ;
- La Croisade d'un Conseiller Fédéral, un portrait de l'homme d'État suisse Jean-Pascal Delamuraz lors de sa campagne pour le « oui » à l'adhésion de la Suisse à l'Espace économique européen, soldée par un échec ;
- Brigade des Mœurs, une descente dans les bas-fonds genevois avec la police chargée de réprimer les délits sexuels ;
- Les Renards de Kaboul, tourné dans la capitale afghane en pleine guerre civile entre les factions moujahidines et avant la prise du pouvoir par les talibans (ce documentaire obtient le grand prix au Festival du scoop et du journalisme à Angers en 1994) ;
- La Croatie ou la Mort, sur la reconquête des provinces de Slavonie orientale et de la Krajina par l'armée croate et ses conséquences tragiques pour les populations civiles serbes, qui connaissent à leur tour un sort peu enviable dans le conflit qui agite l'ex-Yougoslavie.

Jacob Berger réalise également une série d'entretiens avec l'écrivain Georges Haldas, dans les Territoires Occupés (Pâques à Jérusalem), avec le concours du journaliste Jean-Philippe Rapp, et un documentaire sur le trac, Le Trac, avec notamment Charlotte Gainsbourg, Arielle Dombasle, Pierre Arditi, Michel Galabru, Roland Giraud, Maaïke Jansen, Jean-François Stévenin, Jean-Claude Brialy, etc.
De 1994 à 2001, il réalise près d'une dizaine de téléfilms pour le compte de la télévision française et suisse. Parmi ceux-ci :
- Un enfant de trop (1994-1995) avec Jacques Frantz et Catherine Leprince ;
- Rachel et ses amours (1996), avec Michel Galabru, Dominique Guillo, Noémie Kocher et Samuel Hamelet ;
- Le Roi en son Moulin (1997), avec Jean-Marc Thibault, Vincent Winterhalter et Noémie Kocher ;
- Un cadeau, la vie (1998), avec Carole Richert, Bernard Verley, Laurent Bateau et Noémie Kocher.

Il réalise aussi un certain nombre d'épisodes de séries, telles Julie Lescaut, Docteur Sylvestre, Joséphine, ange gardien et Nestor Burma.
Il a écrit et réalisé en 2001-2002 un film traitant de la relation père surpuissant / fils meurtri, intitulé Aime ton père, avec Gérard Depardieu dans le rôle de l'écrivain nobélisé Léo Shepherd, Guillaume Depardieu dans le rôle du fils rejeté qui kidnappe son père quelques heures avant que son prix lui soit remis, Sylvie Testud dans le rôle de la fille préférée, entièrement dévouée à la carrière de son père, et Julien Boisselier. Aime ton père est présenté en compétition au Festival du film de Locarno en 2002.
Après ce long-métrage, Berger réalise en 2004-2005 une série documentaire en 10 épisodes sur Arte, consacrée au nouveau spectacle du metteur en scène et cofondateur du Cirque du Soleil, Franco Dragone : Le Rêve.
En 2006-2007, il tourne 1 journée, avec Bruno Todeschini, Natacha Régnier, Louis Dussol, Noémie Kocher et Zinedine Soualem. Le film est présenté en première mondiale, hors compétition, sur la Piazza Grande, durant l'édition 2007 du Festival international du film de Locarno. Peu après, 1 journée remporte le prix de la mise en scène au Festival des films du monde de Montréal, puis participe aux festivals de Pusan (Corée), Tokyo, Cabourg, Moscou, Tallinn (Estonie), Athènes, Bangkok, etc. Bruno Todeschini est nommé pour le prix du cinéma suisse, tandis que Jacob Berger et Noémie Kocher sont nommés pour celui du meilleur scénario. Bénéficiant d'une critique enthousiaste, 1 journée est sorti en salles au printemps 2008 en Suisse. En automne de la même année, la société Artedis a acquis les droits de distribution du film en France. La société Media Luna s'occupe des ventes internationales de 1 journée.
De 2008 à 2013, Jacob Berger tourne plusieurs publicités pour Bollywood Productions à Paris et  Le Studio Productions à Genève. Il réalise notamment plusieurs spots Kinder, Visilab et Mobility.
Dès mars 2009, Jacob Berger crée une chronique au journal télévisé de 19h30 de la RTS, diffusée le vendredi soir sous le nom Le Regard du cinéaste. Un regard libre et impertinent sur les images de l'actualité, diffusé dans le journal du soir par la chaîne suisse pendant plus de 4 années consécutives.
Entre 2009 et 2010, Jacob Berger a coécrit le scénario de Opération Libertad avec le cinéaste Nicolas Wadimoff. Le film a été sélectionné à la Quinzaine des réalisateurs du Festival de Cannes 2012. Opération Libertad a été nommé au prix du cinéma suisse pour meilleur scénario, meilleur film et remporte le prix du meilleur rôle secondaire (Antonio Buil).
En décembre 2012, Jacob Berger signe sa première mise en scène au théâtre de Vidy à Lausanne : Aminata, sur un texte de Gilles-Souleymane Laubert, avec Gilles Tschudi, Margarita Sanchez, Baptiste Gilliéron et Elphie Pambu. La pièce est reprise au théâtre de Poche de Genève en mai 2013.
En 2016, son film Un juif pour l'exemple — adaptation du roman éponyme de Jacques Chessex — avec Bruno Ganz, André Wilms, Elina Löwensohn, Aurélien Patouillard, etc. est projeté en ouverture du Festival de Locarno. Un juif pour l'exemple est présenté au Festival international du film de Thessalonique, au Festival international du film de Palm Springs, au Festival international du film de Jérusalem, etc. Un juif pour l'exemple est nommé au Prix du cinéma suisse 2017 dans 3 catégories: meilleur film, meilleur scénario, meilleur acteur. Le 24 mars 2017, Bruno Ganz reçoit le Prix du cinéma suisse dans la catégorie meilleur acteur pour sa performance dans Un juif pour l'exemple. Le film sort en 2017 et réalise plus de 30 000 entrées en Suisse.
En 2017, Jacob Berger réalise, avec les frères Samuel Guillaume et Frédéric Guillaume, une mini-collection de 3 courts métrages de 10 minutes sur la peinture suisse, intitulée Ceci n'est pas un tableau. Les films sont présentés au Journées de Soleure, au Musée des Beaux-Arts d'Argovie, puis sur la RTS Deux.
En 2018, il réalise Dévoilées, avec Marthe Keller, Julie Gayet et Lola Crétonpour la Radio Télévision Suisse et Arte. Le film, qui raconte le parcours d'une jeune femme tentée par l'Islam radical et sa confrontation avec le passé politique de sa grand-mère, mêlée à l'attentat du vol Swissair 330 de 1970, commis par des militants palestiniens, et obtient la troisième meilleure audience pour un téléfilm de fiction sur Arte en 2019.
En 2019, Jacob co-écrit et réalise les 6 épisodes d'une nouvelle série pour la Radio Télévision Suisse et la SRG SSR, Cellule de crise, avec André Dussollier, Isabelle Caillat et Luc Schiltz.
Texte et réalisation du sensible et précis reportage sur les années de journaliste de Claude Torracinta intitulé Claude Torracinta, géant du petit écran (29 mai 2024).
Jacob Berger est le fils de l'écrivain anglais John Berger et de la traductrice Anna Bostock. Il a été marié à l'actrice Noémie Kocher.

## Filmographie

### Réalisateur
- 1990 : Los ángeles
- 1991 : Jour Blanc, téléfilm
- 1995 : Un enfant de trop, téléfilm
- 1996 : Julie Lescaut, épisode Femmes en danger
- 1998 : Docteur Sylvestre, épisode Mémoire blanche
- 1998 : Un cadeau, la vie, téléfilm
- 2000 : Nestor Burma, épisode Panique à Saint-Patrick
- 2001 : Joséphine, ange gardien, épisode Romain et Jamila
- 2002 : Nestor Burma, épisode Concurrences déloyales
- 2002 : Aime ton père
- 2006 : Le rêve, série documentaire
- 2007 : 1 journée
- 2016 : Un juif pour l'exemple
- 2018 : Dévoilées, téléfilm
- 2021 : Cellule de crise (série télévisée)

### Scénariste
- 1990 : Los ángeles
- 1995 : Un enfant de trop, téléfilm
- 2002 : Aime ton père
- 2007 : 1 journée
- 2012 : Opération Libertad de Nicolas Wadimoff
- 2016 : Un juif pour l'exemple
- 2018 : Dévoilées, téléfilm
- 2021 : Cellule de crise, série télévisée

## Théâtre
- 2012 : Aminata de Gilles-Souleymane Laubert, mise en scène Jacob Berger, Théâtre de Poche de Genève

## Distinctions

### Prix
- Festival du film de montagne d'Antibes 1991 : Prix de la fiction pour Jour Blanc
- Festival des films du monde de Montréal 2007 : Prix de la mise en scène pour Une journée[5]

### Nominations
- Prix du cinéma suisse 2008 : Meilleur scénario pour Une journée
- Prix du cinéma suisse 2013 : Meilleur scénario pour Opération Libertad
- Prix du cinéma suisse 2017 : 
  - Meilleur film pour Un juif pour l'exemple
  - Meilleur scénario pour Un juif pour l'exemple

### Sélection
- Berlinale 1990 : Angels, compétition officielle
- Festival international du film de Locarno 1990 : Angels, Piazza Grande
- Festival international du film de Locarno  2002: Aime ton Père, compétition officielle
- Festival international du film de Locarno 2007 : 1 journée, Piazza Grande
- Festival international du film de Locarno 2017 : Un Juif pour l'exemple, sélection officielle
- Festival de la fiction TV de La Rochelle 2019 : Dévoilées, compétition francophone